# یواس‌اس زیتا (اس‌پی-۲۱)
یواس‌اس زیتا (اس‌پی-۲۱) (به انگلیسی: USS Zita (SP-21)) یک کشتی است که طول آن ۴۰ فوت ۰ اینچ (۱۲٫۱۹ متر) می‌باشد. این کشتی در سال ۱۹۱۶ ساخته شد.